# 阿纳斯塔西娅·萨夫丘克
阿纳斯塔西娅·根纳季耶芙娜·萨夫丘克（烏克蘭語：Анастасія Геннадіївна Савчук，1996年3月2日—），生于哈尔科夫，乌克兰女子花样游泳运动员，2020年夏季奥林匹克运动会双人和集体铜牌得主。